# Dolní Povelice

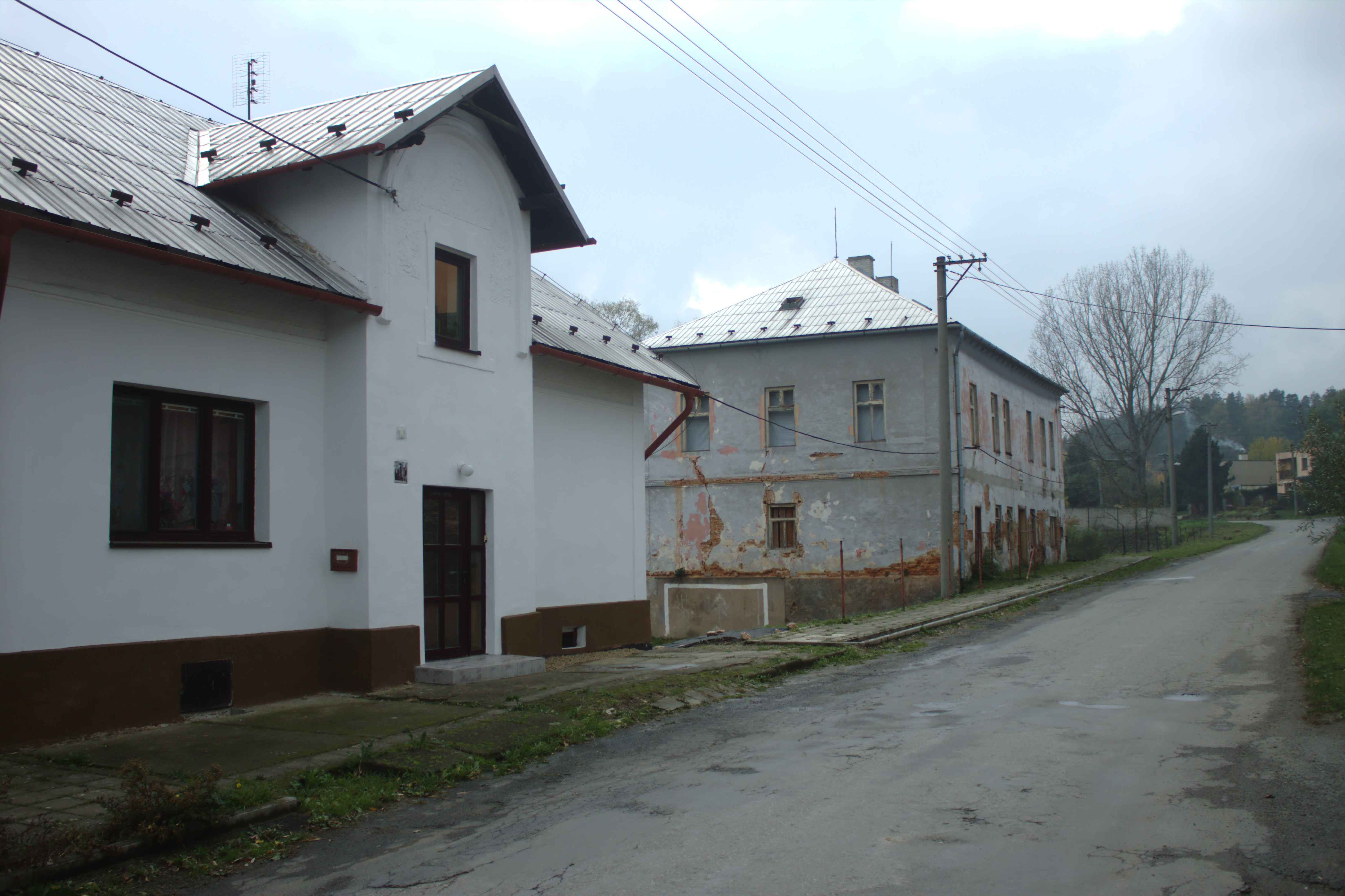
Häuser an der Hauptstraße

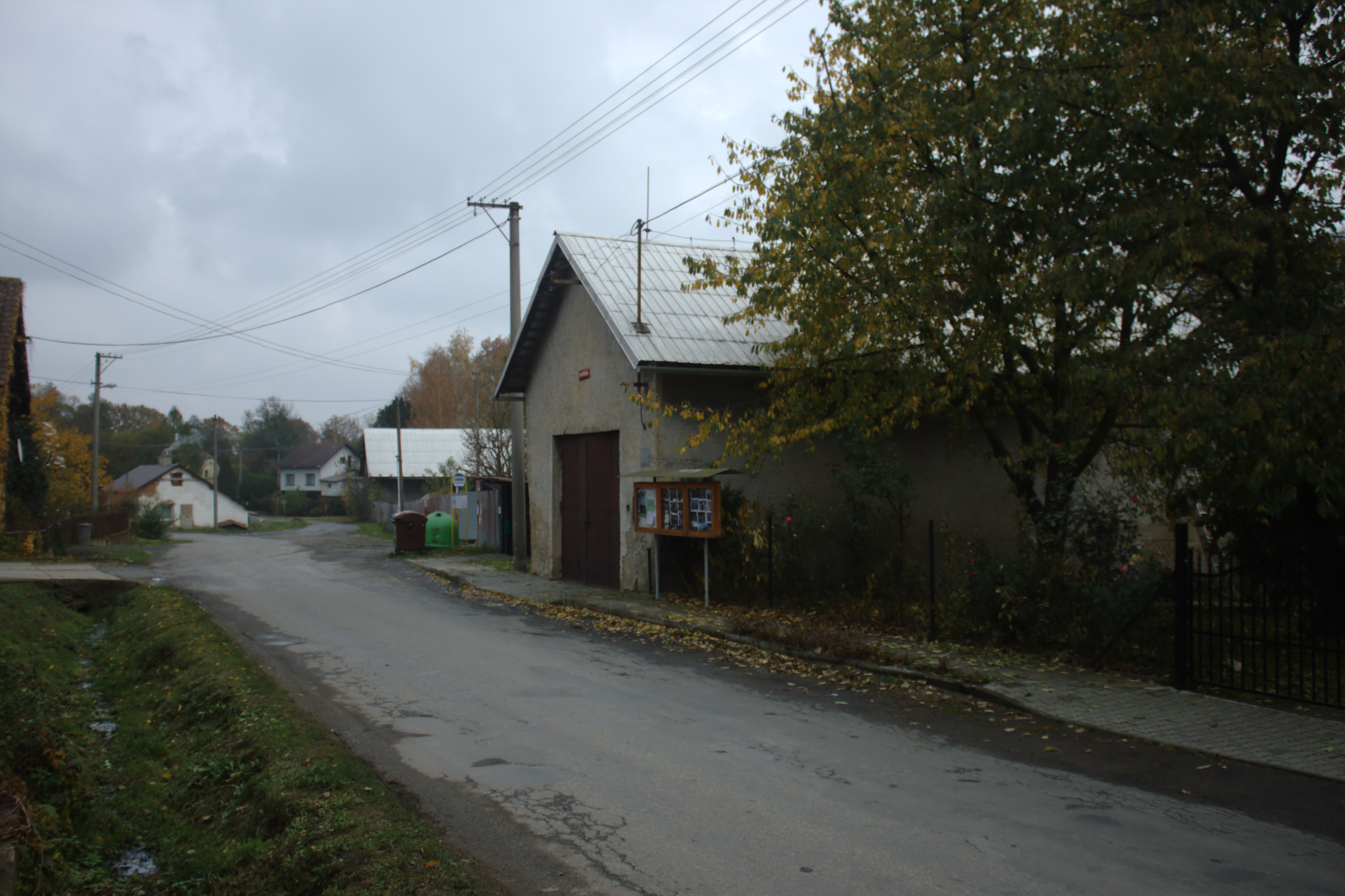
Spritzenhaus

Dolní Povelice (deutsch Nieder Paulowitz, auch Nieder-Paulowitz) ist ein Ortsteil der Gemeinde Bohušov (Füllstein) in Tschechien. Er liegt elf Kilometer nordöstlich von Město Albrechtice (Olbersdorf) und gehört zum Okres Bruntál.

## Geographie
Der als Angerdorf angelegte Ort befindet sich am Rande der Zlatohorská vrchovina (Zuckmanteler Bergland) in der Jindřichovská pahorkatina (Hennersdorfer Hügelland) an der Einmündung des Baches Povelický potok in die Osoblaha (Ossa). Östlich erhebt sich der Dubský kopec (Eichberg, 284 m. n.m.), im Südosten der Na Vrchu (291 m. n.m.), südlich der Na Pastvině (306 m. n.m.), im Westen der Červený vrch (307 m. n.m.) und nordwestlich der V Pekle (318 m. n.m.).
Nachbarorte sind Nová Ves (Neudörfel) und Karlov (Karlsdorf) im Norden, Bohušov im Nordosten, Kampelička (Kampeldörfel), Dubský Mlýn (Eichmühle) und Ostrá Hora (Schärfenberg) im Osten, Koberno (Kawarn) und Antonínov (Antonsberg) im Südosten, Slezské Rudoltice (Roßwald) und Amalín (Amalienfeld) im Süden, Grundek (Grundeck), Nové Povelice (Neu Paulowitz), Horní Povelice (Ober Paulowitz) und Liptaň (Liebenthal) im Südwesten sowie Pitárné (Pittarn), Dívčí Hrad (Maidelberg) und Sádek (Zottig) im Nordwesten.

## Geschichte
Die erste schriftliche Erwähnung von Paulowitz Maius erfolgte im Jahre 1245. Unter gleichem Namen ist das Dorf auch im 1267 niedergeschriebenen Testament des Olmützer Bischofs Bruno von Schauenburg aufgeführt. Zusammen mit Ober Paulowitz bildete Nieder Paulowitz ein bischöfliches Lehngut, mit dem seit der zweiten Hälfte des 13. Jahrhunderts die Herren Sup von Füllstein belehnt waren. 1389 wurde das Dorf als Pawlowicz retro castrum bezeichnet. 
1570 wurden die Herren Sedlnitzky von Choltitz Besitzer des Gutes Paulowitz. Aus dem 16. Jahrhundert sind für das Dorf unterschiedliche tschechische Namensformen überliefert: Velká Povelička (ab 1517), Velké Povelice (1548), Polské Pavlovice (1554), Dolní Povelice (ab 1560), Polské Povelice (ab 1572) und Povelice (ab 1589). Die Sedlnitzky von Choltitz errichteten anstelle der alten Feste am südwestlichen Ende des Dorfes ein dreiflügeliges Renaissanceschloss mit zahlreichen Nebengebäuden und großem Park. Nach der Schlacht am Weißen Berg verlor die Familie Sedlnitzky von Choltitz 1623 den Besitz. Neuer Besitzer des konfiszierten Gutes Paulowitz wurde Heinrich Schwab von Salberg; er veräußerte es 1627 für 8750 Taler an Gotthard Sitsch. Letzterer verkaufte das Gut 1636 für 16.000 Gulden an Ludwig von Tharoulle, dabei wurde das Dorf erstmals als Nieder Paulowitz bezeichnet. Nieder Paulowitz war in der Mitte des 17. Jahrhunderts nach Pittarn eingepfarrt, wo 1651 die ersten Kirchenbücher geführt wurden. Seit 1689 gehörte das Dorf zur Pfarrei Füllstein. Ludwig von Tharoulles Enkel Johann Karl und Leopold teilten 1704 unter sich beide Güter; Johann Karl erhielt das Gut Unter Paulowitz. Damit verbunden war die Trennung in zwei Lehngüter. Die Brüder verschuldeten sich stark, so dass sie 1718 den Besitz verkaufen mussten. Beide wurden auf der Festung Spielberg inhaftiert und später in Wien interniert. Das Gut Unter Paulowitz mit den Dörfern Unter Paulowitz und Neudörfel sowie dem Vorwerk Grundeck erstand Carl Joseph von Hoditz und Wolframitz auf Roßwald für 12.500 Gulden. Dieser verwaltete das Gut Unter Paulowitz von Roßwald aus, das Schloss verlor seine Funktion als Herrensitz und verkam. Nachfolgende Besitzer waren ab 1741 dessen Sohn Isidor von Hoditz und ab 1764 sein Bruder Albert Joseph von Hoditz. Letzterer vereinigte nach 1767 das Lehngut Unter Paulowitz mit weiteren Familiengütern zur Herrschaft Roßwald. Auf dem Kartenblatt der Josephinischen Landesaufnahme ist das Schloss mit dem Park noch gut sichtbar. Ab 1771 waren die Ortsnamen Nieder Pawlowitz bzw. Pawlowitz inferior gebräuchlich. Nach dem Konkurs und Tod des Gutsbesitzers Albert Joseph von Hoditz wurde die 1778 an das Bistum Olmütz heimgefallene und überschuldete mährische Lehnsherrschaft Roßwald unter landesherrliche Verwaltung gestellt. Ab 1780 amtierte der neu ernannte Oberdirektor der mährisch-schlesischen Staatsgüter, Hofrat Anton Kaschnitz zu Weinberg als Zwangsverwalter der Herrschaft Roßwald. Er ließ bis 1784 im Zuge der Raabisation sechs abgelegene Meierhöfe aufheben und parzellieren; auf den Fluren des Gutes Unter Paulowitz entstanden die Kolonien Grundeck und Karlsdorf. Aus den Verkaufserlösen der Gründung von insgesamt sieben Kolonien konnte Kaschnitz die Herrschaft sanieren und 1790 wieder an Erzbischof Anton Theodor von Colloredo übergeben, der sie 1791 an Carl Czeike von Badenfeld verkaufte. Bis 1783 gehörte Unter Paulowitz – wie die anderen mährischen Enklaven – zum Prerauer Kreis, danach zum Troppauer Kreis. Auf dem Kartenblatt der Franziszeischen Landesaufnahme ist das neben dem Teich gestandene Schloss bereits nicht mehr als solches erkennbar; es standen nur noch ein Flügel und Nebengebäude, der Park war verschwunden.
Im Jahre 1835 bestand Nieder-Paulowitz aus 57 Häusern mit 438 deutschsprachigen und katholischen Einwohnern, die vom Ackerbau lebten. Im Ort gab es einen Erbrichter, eine Schule, zwei Mahlmühlen, zwölf Halbbauern, zwei Viertelbauern, fünf Gärtner und 26 Häusler. Die Nutzfläche umfasste 330 Joch fruchtbares Ackerland. Pfarrort war Füllstein. Das Dorf war Teil der großen mährischen Enklave Hotzenplotz. Bis zur Mitte des 19. Jahrhunderts gehörte Nieder-Paulowitz zur Lehnsherrschaft Roßwald.
Nach der Aufhebung der Patrimonialherrschaften bildete Nieder Paulowitz / Dolní Pavlovice mit den Ortsteilen Grundeck, Karlsdorf, Kawarner Mühle und Neudörfel ab 1849 eine Gemeinde im Gerichtsbezirk Hotzenplotz. Karlsdorf wurde 1868 eigenständig. Ab 1869 gehörte Nieder Paulowitz / Dolní Povelice zum Bezirk Jägerndorf. Zu dieser Zeit hatte das Dorf 407 Einwohner und bestand aus 57 Häusern. 1871 löste sich auch Neudörfel von Nieder Paulowitz los und bildete eine eigene Gemeinde. Im Jahre 1900 lebten in Nieder Paulowitz 387 Personen, 1910 waren es 341. Nach dem Ende des Ersten Weltkrieges 1918 wurde Nieder Paulowitz Teil der neugegründeten Tschechoslowakei. Beim Zensus von 1921 lebten in den 81 Häusern der Gemeinde Nieder-Paulowitz 399 Personen, davon 385 Deutsche. Davon entfielen 377 auf Nieder-Paulowitz (67 Häuser) und 52 auf Grundeck (14 Häuser). Im Jahre 1930 bestand die Gemeinde Nieder Paulowitz aus 82 Häusern und hatte 332 Einwohner, davon 283 in Nieder Paulowitz (67 Häuser) und 49 in Grundeck (15 Häuser). Nach dem Münchner Abkommen wurde die Gemeinde im Herbst 1938 dem Deutschen Reich zugesprochen und gehörte bis 1945 zum Landkreis Jägerndorf. 1939 lebten in der Gemeinde 308 Personen. Nach dem Ende des Zweiten Weltkrieges wurde Dolní Povelice 1945 wieder Teil der Tschechoslowakei. Die deutschsprachige Bevölkerung wurde 1946 fast vollständig vertrieben. Im Jahre 1950 lebten in den 53 Häusern von Dolní Povelice nur noch 96 Personen. Im Jahre 1961 wurde die Gemeinde in den Okres Bruntál umgegliedert. Seit 1964 bestand ein gemeinsamer Örtlicher Nationalausschuss mit Horní Povelice. Die Schlossruine wurde 1965 abgerissen. Im Jahre 1970 hatte Dolní Povelice 147 Einwohner. Der Ortsteil Grundek wurde zum 1. Januar 1971 aufgehoben. 1976 erfolgte die Eingemeindung nach Bohušov. Im Jahre 1991 hatte das Dorf 126 Einwohner und bestand aus 30 Häusern. Beim Zensus von 2011 lebten in den 41 Häusern von Dolní Povelice 101 Personen.

## Ortsgliederung
Der Ortsteil Dolní Povelice bildet einen Katastralbezirk. Zu Dolní Povelice gehören die Ansiedlung Grundek (Grundeck) und die Einschicht Kobernský Mlýn (Kawarner Mühle).

## Sehenswürdigkeiten
- Zwei gegenüberstehende Nischenkapellen, südwestlich des Dorfes an der Straße nach Horní Povelice
- Haus Nr. 3
- Steinernes Wegkreuz, an der Hauptstraße

## Ehemalige Bauwerke
- Renaissanceschloss Dolní Povelice, errichtet im 16. Jahrhundert für die Herren Sedlnitzky von Choltitz, 1965 wurden die letzten Ruinen abgebrochen.